# بوب بيرد
بوب بيرد (بالإنجليزية: Bob Baird)‏ هو لاعب كرة قاعدة أمريكي، ولد في 16 يناير 1940 في نوكسفيل في الولايات المتحدة، وتوفي في 11 أبريل 1974 في تشاتانوغا في الولايات المتحدة.

## وصلات خارجية
- بوب بيرد على موقعبيزبول رفرنس.كوم (الدوري الرئيسي) (الإنجليزية)
- بوب بيرد على موقعبيزبول رفرنس.كوم (الدوري الثانوي) (الإنجليزية)
- بوب بيرد على موقع مشجعي الرسوم البيانية (الإنجليزية)